# Joan Ribó i Canut
Joan Ribó i Canut (Manresa, 17 settembre 1947) è un politico spagnolo, sindaco di Valencia dal 13 giugno 2015 al 17 giugno 2023.

## Biografia
Ribó è nato il 17 settembre 1947 a Manresa nella provincia di Barcellona. Ha studiato ingegneria agraria presso l' Università politecnica di Valencia, successivamente ha lavorato come professore universitario e scolastico.
Ribó divenne attivo nella politica valenciana negli anni '80. Membro delle Corti Valenciane per la Sinistra Unita tra il 1995 e il 2007. Nel 2007 ha lasciato il partito e nel 2011 è entrato a far parte della coalizione Compromís.
Dopo le elezioni del Consiglio di Valencia del maggio 2015 è diventato sindaco di Valencia il 13 giugno 2015 succedendo a Rita Barberá Nolla del Partido Popular. Nel 2019 ha vinto le elezioni comunali a Valencia ed è stato nuovamente eletto sindaco.